# 6-os busz (Szekszárd)
A szekszárdi 6-os  jelzésű autóbusz Autóbusz-állomás és Tót-völgy kapcsolatát látja el. Az Autóbusz-állomást a belvárossal illetve a város a déli részével kapcsolja össze. Több fontos közintézmény is található az útvonalán, ezáltal egy közkedvelt útvonal. 2023-tól a vonalon a járatok indítása száma munkanapokon nőtt a megszűnő 8-as 18-as járatok miatt melyet több, a helyi szolgáltatásba bevont helyközi autóbusz is kiegészít, kapcsolatot teremtve a város és a Szőlőhegyi elágazó között. A járat betétjárata a 16-os, mely hosszabb útvonalon Palánk,vegyesboltig közlekedik többnyire hétköznapokon. Másik betétjárata a 6B mely a Tesco áruház érintésével közlekedik. Munkaszüneti napokon egy-egy délelőtti járat a Béla király tér érintésével közlekedik.

## Története
Szekszárd egyik legrégebbi járata. A város déli részét kapcsolja össze a Centrummal és az Autóbusz-állomással. Utasszáma 2022-ig indokolta a csuklós járművek rendszeres közlekedtetését. 2000-ig zömében Ikarus 280-as, 2000-2015 között az Ikarusok mellett egy Rába Premier 291-es csuklós, 2007-2017 között Mercedes O405GN közlekedett rendszeresen a vonalon. 2017 után Rába Contact 292 majd Volvo 7700-as is rendszeresen közlekedett a vonalon, de ekkoriban már csúcsidőn kívül és hétvégén kizárólag Mercedes Conecto-k közlekedtek. 2022-től 1 évig hosszított útvonalon Jobbparászta felé közlekedett, ekkor az eredeti vonalon 6A jelzéssel közlekedtek járatok. 2023 augusztus 12-től került vissza eredeti vonalára. 2024-ben új betétjáratot kapott 6B néven, mely annyiban különbözik az alapjárattól, hogy a Tesco áruház érintéssel közlekedik.

## Útvonala
| Autóbusz-állomás - Nyomda - Béri Balogh Ádám u. - Otthon u. - Szőlőhegy - Tót-völgy:                                                                       | Tót-völgy - Szőlőhegy - Otthon u. - Béri Balogh Ádám u. - Nyomda – Autóbusz-állomás:                                                                       |
| --- | --- |
| - Autóbusz-állomás - Szent István tér - Széchenyi utca - Béri Balogh Ádám utca - Csatári torok - Otthon utca - 56-os számú út - Szőlőhegy utca - Tót-völgy | - Tót-völgy - Szőlőhegy utca - 56-os számú út - Otthon utca - Csatári torok - Béri Balogh Ádám utca - Széchenyi utca - Szent István tér - Autóbusz-állomás |

## Megállóhelyei
| sz. | megállóhely neve             | menetidő (perc) | menetidő (perc) | átszállási kapcsolatok | intézmények                                |
| --- | ---------------------------- | --------------- | --------------- | ---------------------- | ------------------------------------------ |
| 0   | Autóbusz-állomás             | 0               | 23              |                        | •Helyközi autóbusz-állomás\|•Vasút-állomás |
| 1   | Szent István tér             | 2               | 21              |                        |                                            |
| 2   | Nyomda                       | 4               | 19              |                        |                                            |
| 3   | Kórház                       | 6               | 17              |                        |                                            |
| 4   | Bakta köz                    | 7               | 16              |                        |                                            |
| 5   | Alsóvárosi temető            | 8               | 15              |                        |                                            |
| 6   | Baka István általános iskola | ∫               | 14              |                        |                                            |
| 7   | Csatári Üzletház             | 11              | 12              |                        |                                            |
| 8   | Csatár, harangláb            | 12              | 11              |                        |                                            |
| 9   | Otthon utca                  | 13              | 10              |                        |                                            |
| 10  | Otthon utca, vegyesbolt      | 14              | 9               |                        |                                            |
| 11  | Ebes-puszta                  | 16              | 7               |                        |                                            |
| 12  | Szeszfőzde                   | 17              | 6               |                        |                                            |
| 13  | Szőlőhegyi elágazás          | 18              | 5               |                        |                                            |
| 14  | Óvoda                        | 19              | 4               |                        |                                            |
| 15  | Szőlőhegy 94. sz.            | 20              | 3               |                        |                                            |
| 16  | Szőlőhegy 128. sz.           | 21              | 2               |                        |                                            |
| 17  | Tót-völgy                    | 23              | 0               |                        |                                            |